# Марк Валерий Максим Месала
Вижте пояснителната страница за други личности с името Марк Валерий Месала.
Марк Валерий Максим Месала (на латински: Marcus Valerius Maximus Messalla) e политик на Римската република през последната трета на 3 век пр.н.е.
Той е син на Маний Валерий Максим Корвин Месала (консул 263 пр.н.е.).
През 226 пр.н.е. Месала е избран за консул заедно с Луций Апустий Фулон. През втората пуническа война той е 210/209 пр.н.е. флотски префект (praefectus classis), стига до Утика и унищожава тамошния бряг. Докладва на консула Марк Валерий Левин за предстояща опасност за Сицилия от картагенците. Когато Левин го предлага пред сената за диктатор, сенатът отхвърля това предложение и диктатор става Квинт Фулвий Флак.
Месала премахва когноменa на баща си Максим. Неговият син Марк Валерий Месала e консул 188 пр.н.е.